# The Nation (Ontario)
The Nation (französisch La Nation; ðəˈneɪ̯ʃən) ist eine Gemeinde (Township) im östlichen Ontario, Kanada, im County Prescott and Russell am South Nation River. Sie hat den Status einer Lower Tier (untergeordneten Gemeinde).
In der Gemeinde lebt eine große Anzahl an Franko-Ontarier. Bei offiziellen Befragungen gaben etwas mehr 2/3 der Bewohner an, Französisch als Muttersprache oder Umgangssprache zu verwenden. Weniger als 1/3 der Bewohner gaben an englisch als Muttersprache oder Umgangssprache zu sprechen. Obwohl Ontario offiziell nicht zweisprachig ist, sind nach dem „French Language Services Act“ die Provinzbehörden hier verpflichtet ihre Dienstleistungen auch in französischer Sprache anzubieten. Die Gemeinde gehört auch der Association française des municipalités d’Ontario (AFMO) an und fördert die französische Sprachnutzung auch auf Gemeindeebene.
Die Gemeinde gliedert sich heute in vier als Wards bezeichnete Ortsteile, die von 1 bis 4 durchnummeriert sind. Diese gliedern sich dann wiederum in zahlreiche unincorporated communities auf. Ortschaften in der Gemeinde sind Benoit, Bradley Creek, Caledonia Springs, Fenaghvale, Forest Park, Fournier, Franklins Corners, Gagnon, Johnsons Ferry, Lalonde, Limoges, Longtinville, Martels Corners, Mayerville, Parkers Corners, Proulx, Riceville, Routhier, Sandown, Skye, St. Albert, St. Amour, St. Bernardin, Ste-Rose-de-Prescott, St. Isidore und Velfranc.

## Lage
Die Gemeinde liegt im Québec-Windsor-Korridor, etwa 50 Kilometer Luftlinie östlich von Ottawa bzw. etwa 100 Kilometer Luftlinie westlich von Montreal.
| Ottawa  | Clarence-Rockland, Alfred and Plantagenet   |           |
| Russell | Kompassrose, die auf Nachbargemeinden zeigt | Champlain |
|         | North Stormont, North Glengarry             |           |

Die Gemeinde Casselman ist völlig eingeschlossen von The Nation.

## Demografie
Der Zensus im Jahr 2016 ergab für die Gemeinde eine Bevölkerungszahl von 12.808 Einwohnern, nachdem der Zensus im Jahr 2011 für die Gemeinde eine Bevölkerungszahl von nur 11.668 Einwohnern ergeben hatte. Die Bevölkerung hat damit im Vergleich zum letzten Zensus im Jahr 2011 stärker als der Trend in der Provinz um 9,8 % zugenommen, während der Provinzdurchschnitt bei einer Bevölkerungszunahme von 4,6 % lag. Auch im Zensuszeitraum von 2006 bis 2011 hatte die Einwohnerzahl in der Siedlung deutlich stärker als der Trend um 9,8 % zugenommen, während sie im Provinzdurchschnitt um 5,7 % zunahm.

## Verkehr
Verkehrstechnisch wird die Gemeinde durch den Kings Highway 417, der Bestandteil des Trans-Canada Highways ist, erschlossen. Außerdem verläuft eine Eisenbahnstrecke der VIA Rail durch die Gemeinde, auf den Bahnhof von Casselman halten regelmäßig die Corridor-Personenzügen von Via Rail.